# 小行星118401
118401 LINEAR (臨時編號1999 RE70) 是一顆主帶小行星和主帶彗星 (176P/LINEAR)，它是林肯近地小行星研究小組 (LINEAR) 位於新墨西哥州索柯洛的1米望遠鏡在1999年9月7日發現的小行星：(118401) 林尼爾，並且在2005年9月7日被亨利·謝和大衛·朱維特在夏威夷追蹤計畫中使用位於毛納基山的雙子北8米望遠鏡發現它也是一顆彗星狀的天體，並且在2005年12月24-27日和12月29日分別得到夏威夷大學的2.2米 (88英吋) 望遠鏡和雙子星望遠鏡的證實。史匹哲太空望遠鏡估計 (118401) 林尼爾的直徑大約是4.0±0.4公里。
主帶彗星的獨特之處是軌道平坦 (在行星軌道平面內)、接近圓形 (離心率低)、像小行星的軌道，並且不是細長的，而所有其它彗星軌道的特徵經常是傾斜的。由於 (118401) 林尼爾可以生成彗髮 (離開彗星的沸騰蒸氣)，它必須是冰凍的小行星。當一顆典型的彗星接近太陽時，冰會受熱昇華 (直接從冰成為氣體)，排洩出氣體和塵埃進入太空，創造出一條尾巴和使物體的外觀變得模糊。遠離太陽時，昇華停止，剩餘的冰再度凍結，直到彗星下一次再度接近太陽。與此相反，小行星帶上的天體本質上有著接近圓形的軌道，並且被約束在太陽系的內側，預料大部份的冰都已經被烤乾了。
因此，認為 (建議) 主帶彗星是太陽系內近期碰撞的證據，使得內部的冰曝露在太陽的輻射下。一個很好的問題是："主帶彗星的彗髮可以維持多久？"，估計短週期彗星在它們的冰昇華和進入休眠之前，可以維持10,000年的活動。
另外4顆在分類上暨是小行星又是彗星的天體是：(2060) 凱龍 (95P/開朗)、(4015)威爾遜-哈靈頓 (107P/威爾遜-哈靈頓)、
(7968) Elst-Pizarro (133P/Elst-Pizarro)、和(60558) Echeclus (174P/Echeclus)。作為雙重狀態的天體，對 (118401)林尼爾的天體測量觀測，必須使用小行星名稱提出報告。
(118401)林尼爾在2011年7月2日通過近日點。

## 外部連結
- Orbital simulation （页面存档备份，存于） from JPL (Java) / Horizons Ephemeris （页面存档备份，存于）
- 118401 on November 13, 2011
- LINEAR home page
- Seiichi Yoshida's comet list （页面存档备份，存于）
- New Class of Comets

| 前一小行星： (118400) 1999 RB63 | 小行星列表 | 後一小行星： (118402) 1999 RK78 |

| 週期彗星                     | 週期彗星    | 週期彗星               |
| ---------------------------- | ----------- | ---------------------- |
| 前一顆彗星 175P/Hergenrother | 176P/林尼爾 | 後一顆彗星 177P/巴納德 |
| 週期彗星列表                 |             |                        |